# L'Éveil de la glèbe
L'Éveil de la glèbe (en norvégien : Markens Grøde) est un roman de l'écrivain norvégien Knut Hamsun paru en 1917. Il obtient un beau succès et relance la carrière de l'auteur qui, quelques années plus tard, remporte le prix Nobel de littérature 1920. En 1937, le roman fait l'objet d'une traduction en français de Jean Petithuguenin parue chez Flammarion.

## Adaptation
L'Éveil de la glèbe est l'adaptation du roman au cinéma en 1921 par le réalisateur Gunnar Sommerfeldt (en).